# So You Want to Be in Pictures
So You Want to Be in Pictures ist ein US-amerikanischer Kurzfilm aus dem Jahr 1947 von Richard L. Bare, der auch das Drehbuch schrieb. Gordon Hollingshead, der Produzent, war mit dem Film für einen Oscar nominiert. 
Premiere hatte der Film am 7. Juni 1947 in den USA.

## Inhalt
Der aufstrebende Schauspieler Joe McDoakes übt zu Hause eifrig, indem er beispielsweise eine Szene aus Algiers mit Charles Boyer nachspielt, und die imaginäre Hedy Lamarr mit französischen Akzent auffordert, mit ihm in die Casbah zu kommen, oder Szenen aus dem Historienfilm Wenn ich König wär mit Ronald Colman imitiert. Nachdem er einen Termin für ein Interview mit dem Regisseur Anthony Anguish bekommen hat, sucht er diesen im Studio auf. Hierbei begeht er jedoch den Fehler das Set zu betreten, während gerade gefilmt wird, was dazu führt, dass der Regisseur keinen guten ersten Eindruck von ihm bekommt. Er beginnt sodann Boyers Akzent in wenig guter Qualität nachzuahmen, ebenso wie den von Coleman. Der Regisseur verlässt das Set und sein Assistent übernimmt die Leitung. Nach 88 Takes übernimmt Anguish ein letztes Mal. Obwohl nicht alles so lief, wie von McDoakes gewünscht und trotz seines Fauxpas’ bekommt er eine Rolle im Film, die allerdings so gar nicht seinen Erwartungen entspricht und seine Hoffnung, in Hollywood Karriere zu machen, gehörig dämpft.  

## Produktionsnotizen
Produktionsfirma waren Vitaphone und Richard L. Bare Productions im Verleih von Warner Bros. Pictures.
Der Film gehört zur Produktion einer Reihe, die von Warner Bros. als One-Reeler-Comedyserie vermarktet wurde. Anfang der 1940er-Jahre drehte Bare den Kurzfilm So You Want to Give Up Smoking mit George O’Hanlon in der Hauptrolle des unbeholfenen Joe McDoakes. Dieser Film, der 1942 in die Kinos kam, wurde ein großer Erfolg, woraufhin Warner Bros. Bare mit weiteren Produktionen für die Reihe beauftragte. Nach Kriegsende schloss Bare mit Warner Bros. einen Zehnjahresvertrag über weitere Folgen der Serie ab.  

## Musiknummern
- I Know That You Know, Musik: Vincent Youmans
  - gespielt während der Eröffnungsszene und am Ende des Films
- You Oughta Be in Pictures; Musik: Dana Suesse
  - gespielt während der Eröffnungsszene und öfter während des Films
- Hooray for Hollywood, Musik: Richard A. Whiting
  - gespielt während des Schusses aus Mrs. O’Grady’s Pension und öfter während des Films

## Auszeichnung
Auf der Oscarverleihung 1948 war Gordon Hollingshead mit dem Film in der Kategorie „Bester Kurzfilm“ (1 Filmrolle) für einen Oscar nominiert, die Auszeichnung ging jedoch an Herbert Moulton und den Film Goodbye, Miss Turlock, der mit einem nostalgischen Blick das Sterben von immer mehr Landschulen bedauert.